# PLP1
PLP1 (англ. Proteolipid protein 1) – білок, який кодується однойменним геном, розташованим у людей на X-хромосомі. Довжина поліпептидного ланцюга білка становить 277 амінокислот, а молекулярна маса — 30 077.
| 10         |  | 20         |  | 30         |  | 40         |  | 50         |
| ---------- |  | ---------- |  | ---------- |  | ---------- |  | ---------- |
| MGLLECCARC |  | LVGAPFASLV |  | ATGLCFFGVA |  | LFCGCGHEAL |  | TGTEKLIETY |
| FSKNYQDYEY |  | LINVIHAFQY |  | VIYGTASFFF |  | LYGALLLAEG |  | FYTTGAVRQI |
| FGDYKTTICG |  | KGLSATVTGG |  | QKGRGSRGQH |  | QAHSLERVCH |  | CLGKWLGHPD |
| KFVGITYALT |  | VVWLLVFACS |  | AVPVYIYFNT |  | WTTCQSIAFP |  | SKTSASIGSL |
| CADARMYGVL |  | PWNAFPGKVC |  | GSNLLSICKT |  | AEFQMTFHLF |  | IAAFVGAAAT |
| LVSLLTFMIA |  | ATYNFAVLKL |  | MGRGTKF    |  |            |  |            |

A: Аланін

C: Цистеїн

D: Аспарагінова кислота

E: Глутамінова кислота

F: Фенілаланін

G: Гліцин

H: Гістидин

I: Ізолейцин

K: Лізин

L: Лейцин

M: Метіонін

N: Аспарагін

P: Пролін

Q: Глутамін

R: Аргінін

S: Серин

T: Треонін

V: Валін

W: Триптофан

Кодований геном білок за функцією належить до фосфопротеїнів. 
Задіяний у такому біологічному процесі, як альтернативний сплайсинг. 
Локалізований у клітинній мембрані, мембрані.